# Nezahualpilli
Nezahualpilli (en náhuatl, nesawalli 'ayunado' y -pilli 'noble': noble que ayuna; a veces escrito erróneamente como Netzahualpilli) (1464-1515) fue tlatoani del altépetl de Tetzcoco al suceder a Nezahualcóyotl en 1473. Fue elegido entre los hijos del tlatoani, fundamentalmente por el hecho de que su madre era tenochca, y la hegemonía política de Tenochtitlan era el factor dominante en la Triple Alianza.
Como su padre, fue un poeta y arquitecto, fue considerado un tlatoani justo y se ganó la reputación de ser un buen gobernante. Abolió la pena capital para un cierto número de crímenes y luchó denodadamente por mantener la independencia política de Tetzcoco durante el incremento de la centralización del poder Mexica de Tenochtitlan. Se dice que tuvo alrededor de 144 hijos con sus múltiples esposas.

## Biografía

### Juventud y ascenso al poder
Nezahualpilli nació en 1464 en Tetzcoco, hijo del célebre Nezahualcóyotl y de una mujer noble de Tenochtitlan. Su nombre significa "noble que ayuna" en náhuatl, reflejando las prácticas religiosas y la austeridad que caracterizarían su reinado. La elección de su madre tenochca no fue casual, ya que representaba la alianza política entre Tetzcoco y la hegemonía creciente de Tenochtitlan dentro de la Triple Alianza.
Fue coronado en 1473, un año después de la muerte de su padre. Su ascenso al poder se produjo en un momento crucial de la historia mesoamericana, cuando la Triple Alianza conformada por México-Tenochtitlan, Tetzcoco y Tlacopan consolidaba su dominio sobre el Valle de México.

### Reinado y gobierno
Su reinado, que duró cuarenta y cuatro años (1473-1515), representa el mayor florecimiento económico, social y cultural de Tetzcoco después de su padre. Nezahualpilli continuó la tradición administrativa y cultural establecida por Nezahualcóyotl, pero también implementó reformas significativas.
Entre los hechos más sobresalientes de su gobierno destacan:
- La derogación de la pena de muerte para esclavos y soldados adúlteros[cita requerida]
- La participación en la solución de problemas hidráulicos, ayudando a tapar el ojo de agua de Acuecuexatl después de la inundación de la Ciudad de México
- El engrandecimiento del templo mayor edificado por su padre
- La realización de grandes conquistas junto con los reyes de Tenochtitlan
- El mantenimiento del equilibrio político dentro de la Triple Alianza

### Obras arquitectónicas y urbanas
Como arquitecto talentoso, Nezahualpilli continuó la labor constructiva de su padre en Tetzcoco y sus alrededores. Sus principales contribuciones arquitectónicas incluyeron la ampliación y embellecimiento del complejo palaciego de Tetzcoco, que más tarde sería descrito por los conquistadores españoles como uno de los más hermosos del Nuevo Mundo.
Además de sus obras arquitectónicas locales, participó activamente en proyectos de ingeniería hidráulica que beneficiaron a toda la región del Valle de México, demostrando la cooperación técnica entre los miembros de la Triple Alianza.

### Vida familiar y descendencia
Nezahualpilli contrajo matrimonio con múltiples esposas, siguiendo la tradición poligámica de la nobleza mesoamericana. Entre sus matrimonios más importantes se encuentra el intento de desposar a una hija de Axayácatl, tlatoani de Tenochtitlan, aunque este enlace se frustró cuando ella fue condenada a muerte por adulterio antes de la ceremonia.
Se dice que tuvo alrededor de 144 hijos, un número que refleja tanto su longevidad como la importancia de crear alianzas políticas a través de matrimonios estratégicos. Entre sus descendientes más notables se encuentra Cacamatzin, quien lo sucedería en el trono de Texcoco.

## Actividad literaria y cultural

### Como poeta
Nezahualpilli tuvo fama de gran forjador de cantos y de sabiduría en relación con las cosas divinas. Heredó de su padre no solo el trono, sino también la tradición poética que había convertido a la corte de Tetzcoco en un centro cultural de primer orden en Mesoamérica.
Su filosofía poética se caracterizaba por una profunda reflexión sobre la naturaleza efímera de la vida y los efectos destructivos de la guerra. Decía que la embriaguez desfigura los rostros, que la guerra acaba con todo, que es destrucción irremediable de jades y plumas de quetzal. En sus versos expresaba que aunque en la guerra el hombre se cubre de gloria, también mueren los amigos.
Sólo uno de sus poemas sobrevive completo y es llamado Icuic Nezahualpilli yc tlamato huexotzinco (canción de Nezahualpilli durante la guerra con huexotzinco).[cita requerida] Esta obra refleja su experiencia militar y su visión filosófica sobre el conflicto armado.

### Mecenazgo cultural
Al igual que su padre, Nezahualpilli fue un gran mecenas de las artes y las ciencias. En su corte se cultivaron diversas disciplinas como la astronomía, las matemáticas, la medicina y las artes plásticas. Mantuvo la tradición de Tetzcoco como centro de conocimiento y cultura dentro del mundo mesoamericano.

## Relaciones políticas y conflictos

### Tensiones con Moctezuma II
Nezahualpilli tuvo muchos problemas con Moctezuma II, tlatoani de Tenochtitlan. Estas tensiones se centraron especialmente en las diferentes interpretaciones sobre los presagios y señales que anunciaban grandes cambios en el mundo mesoamericano.
En particular, discreparon sobre los avistamientos de extraños hombres en las costas del imperio, lo cual Nezahualpilli interpretaba como confirmación de la destrucción que había predicho su padre. Esta diferencia de criterios creó una tensión política significativa entre los dos principales miembros de la Triple Alianza.

### Las profecías y presagios
Nezahualpilli vislumbró que algo terrible iba a ocurrir y viajó a Tenochtitlan para comunicárselo a Moctezuma. Le advirtió al gobernante mexica que "una cosa extraña y maravillosa… ha de acontecer en tu tiempo", refiriéndose probablemente a la llegada de los españoles.
Estas profecías y la interpretación de diversos presagios crearon un clima de tensión y expectativa en los últimos años de su reinado. Su capacidad para interpretar señales divinas era reconocida ampliamente, lo que daba peso a sus advertencias.

### Contexto de la Triple Alianza
Durante el reinado de Nezahualpilli, la Triple Alianza fue la última confederación de estados indígenas ubicados en el valle de México, conformada por México-Tenochtitlan, Tetzcoco y Tlacopan. Su papel dentro de esta alianza fue crucial para mantener el equilibrio de poder, aunque gradualmente Tenochtitlan fue concentrando mayor autoridad.

## Muerte y sucesión
Nezahualpilli murió en 1515, después de gobernar durante cuarenta y cuatro años. Las circunstancias de su muerte han sido objeto de especulación histórica. Existen sospechas de que el propio Moctezuma II pudo haber ordenado su asesinato para evitar que interfiriera con la llegada de los españoles, aunque esto no ha sido comprobado definitivamente.
Según las tradiciones funerarias de la época, su cuerpo fue incinerado y sus cenizas fueron depositadas en un arca de oro en el templo de Huitzilopochtli en Tetzcoco, siguiendo los rituales apropiados para un tlatoani de su rango.
Nezahualpilli fue sucedido en el trono de Texcoco por uno de sus hijos, Cacamatzin, quien gobernaría durante los primeros años de la conquista española hasta su muerte en 1520 durante los eventos conocidos como la Noche Triste.

## Legado histórico
El reinado de Nezahualpilli representa la última etapa del esplendor independiente de Tetzcoco antes de la conquista española. Su gobierno se caracterizó por el equilibrio entre la tradición cultural heredada de su padre y las nuevas realidades políticas de un mundo en transformación.
Su figura histórica simboliza la sabiduría y la prudencia política en un período de crecientes tensiones. Sus profecías sobre la llegada de grandes cambios lo convierten en una figura profética dentro de la historia mesoamericana.
Como poeta y mecenas cultural, contribuyó a mantener viva la tradición literaria de Tetzcoco, aunque lamentablemente la mayor parte de su obra poética se perdió durante la conquista y colonización española.